# Bahnhof Fenchurch Street

Fenchurch Street ist ein Kopfbahnhof im Osten der City of London, in der Nähe des Tower of London gelegen. Betreiber des Bahnhofes ist Network Rail. Im Jahr 2013 nutzten ihn 16,843 Millionen Fahrgäste.
Er wird ausschließlich durch die Bahngesellschaft c2c bedient. Die Züge verkehren auf der Strecke der London, Tilbury and Southend Line in die östlichen Vororte Londons und in den südlichen Teil von Essex. Fenchurch Street ist der einzige Endbahnhof im Zentrum Londons, der keine direkte Verbindung zur London Underground besitzt. Jedoch liegen die U-Bahn-Stationen Aldgate und Tower Hill in unmittelbarer Nähe, ebenso die Endstation Tower Gateway der Docklands Light Railway. Der Bahnhof weist lediglich vier Bahnsteige auf, die vor allem während der Hauptverkehrszeit voll ausgelastet sind.
Der am 20. Juli 1841 eröffnete Bahnhof war der erste innerhalb der City of London. Er ersetzte einen im Juli 1840 eröffneten Kopfbahnhof der London and Blackwall Railway (L&BR) an der nahe gelegenen Straße Minories. 1854 wurde der Bahnhof Fenchurch Street durch das heute noch bestehende Gebäude ersetzt. Ab 1858 war er die Endstation der London, Tilbury and Southend Railway, bis zur Eröffnung des Bahnhofs Broad Street im Jahr 1865 auch der North London Railway. 1926 stellte die L&BR ihren Betrieb ein.
Der Name der Figur Fenchurch in Douglas Adams’ Buch Macht’s gut, und danke für den Fisch ist vom Namen des Bahnhofs abgeleitet. Die Idee entstand zwar in der Schlange vor einem Fahrkartenautomaten des Bahnhofs Paddington. Da dieser Name aber schon von der Figur Paddington Bär besetzt war, verwendete Adams den Namen des Bahnhofs Fenchurch. Fenchurch Street ist außerdem einer der vier Bahnhöfe, die in der britischen Version von Monopoly gekauft werden können.